# Pont-de-Labeaume
Pont-de-Labeaume ist eine französische Gemeinde mit 572 Einwohnern (Stand 1. Januar 2022) im Département Ardèche. Die Kommune liegt etwa zehn Kilometer westlich von Aubenas.
Pont-de-Labeaume liegt im Tal der Ardèche. In der Nähe des Dorfes münden der Lignon sowie die Fontolière in den Fluss. 